# Maze Runner – Die Auserwählten im Labyrinth
Maze Runner – Die Auserwählten im Labyrinth (Originaltitel: The Maze Runner) ist ein US-amerikanischer Science-Fiction-Film von Wes Ball, der auf dem Buch Die Auserwählten – Im Labyrinth von James Dashner basiert. Der deutsche Kinostart war am 16. Oktober 2014. In den Hauptrollen sind Dylan O’Brien, Kaya Scodelario, Will Poulter, Ki Hong Lee und Thomas Brodie-Sangster zu sehen. Es handelt sich dabei um den ersten Teil der Die Auserwählten-Trilogie; der zweite Teil mit dem Titel Maze Runner – Die Auserwählten in der Brandwüste erschien 2015. 2018 folgte der abschließende Teil Maze Runner – Die Auserwählten in der Todeszone.
Der Film erzählt die Geschichte des Jungen Thomas, der ohne Erinnerungen auf einer Lichtung erwacht und fortan zusammen mit einer Gruppe anderer Jungen versucht, dem umgebenden Labyrinth und den dort lauernden Gefahren zu entrinnen.

## Handlung
Ein Jugendlicher erwacht in einem Aufzug. Er hat keine Erinnerungen an sein früheres Leben. Der Fahrstuhl bringt ihn an einen Ort, der „Lichtung“ genannt wird, eine wenige Hektar große Fläche aus Wiesen und Wald, die von hohen Mauern umgeben ist. Dort trifft er auf eine Gruppe männlicher Jugendlicher, die sein Schicksal teilen und ihm erklären, dass monatlich ein neuer Junge ohne Gedächtnis zu ihrer Gruppe stößt. Mit jedem Neuankömmling finden sie eine Lieferung mit Versorgungsgütern im Fahrstuhl. Die Gruppe hat sich über drei Jahre, seit die ersten in das Gebiet gesetzt wurden, organisiert und führt ein bescheidenes, weitgehend friedvolles Leben mit Ackerbau, Viehzucht und primitivem Handwerk. Einige Jungen haben die Rolle von „Läufern“ übernommen, die ein mysteriöses Labyrinth erkunden, das die Mauern umgibt. Tagsüber ist eine Tür zum Labyrinth geöffnet; nachts schließt sich diese wieder und die Wände im Labyrinth ändern ihre Position. Im Dunkeln lauern gefährliche Hybridgestalten aus Maschine und lebendem Monster: die „Griever“. Einige Jungen sind im Laufe der Zeit ums Leben gekommen, weil es ihnen nicht gelungen ist, auf die Lichtung zurückzukehren, bevor sich abends das Tor schloss – dann wurden sie bisher ausnahmslos von Grievern getötet.
Der „Frischling“ erweist sich als mutig und neugierig. Er wird wie jeder Neuankömmling von Alby, dem Ersten, der vor drei Jahren auf dieser Lichtung ausgesetzt wurde, herumgeführt. Sie steigen auf eine Aussichtsplattform, von der sie zwar die Lichtung überblicken, aber nicht über die Mauern sehen können. Nachts am Lagerfeuer freundet sich der „Frischling“ mit Newt an, der ihn nochmals davor warnt, das Tor zum Labyrinth zu durchschreiten. Beim Kräftemessen mit einem der stärksten Jungen, Gally, stürzt der Neuling unglücklich. Der Sturz hat zur Folge, dass er sich wieder an seinen Vornamen erinnert: Thomas. Bilder aus der Vergangenheit, die er nicht zuordnen kann, tauchen kurz vor seinen Augen auf. Alby führt Thomas zu einer der Mauern, auf der die Namen aller Jungs eingeritzt sind, die ins Labyrinth gekommen sind. Thomas fügt seinen Namen hinzu.
Während Thomas allein in den Wald geschickt wird, um Dünger für den Pflanzenanbau zu holen, wird er von einem Jungen namens Ben angegriffen. Ben verhält sich eigenartig und behauptet, Thomas schon einmal gesehen zu haben und dass dieser Schuld an allem sei. Als die beiden von den Anderen gefunden werden, stellt sich heraus, dass Ben vom Giftstachel eines der skorpionähnlichen Griever verletzt worden ist. Der Stich zieht eine seltsame, ansteckende Viruserkrankung nach sich. Ben wird daraufhin ins Labyrinth verbannt, sein Name wird von der an die Mauer geschriebenen Liste der Lichtungsbewohner gestrichen, denn niemand überlebt eine Nacht im Labyrinth.
Später erfährt Thomas von Newt, dass Alby und Minho dem Verbannten in das Labyrinth gefolgt, aber noch nicht zurückgekehrt sind. Alby wird dabei von einem Griever verletzt. Minho schafft es, Alby den ganzen Weg zurückzutragen, doch sie kommen zu spät und das Tor beginnt sich zu schließen. Thomas stürzt sich im letzten Moment durch das Tor ins Labyrinth, um Minho und Alby nicht allein zu lassen. Gemeinsam mit Minho gelingt es Thomas, Alby vor einem weiteren Angriff der Griever zu verstecken. Er schafft es zudem, einen der Griever, der ihn verfolgt, in eine Falle zu locken. Der Griever wird zwischen den sich verändernden Wänden des Labyrinths zermalmt. Thomas, Alby und Minho überleben die Nacht und gelangen am Morgen, als das Tor sich öffnet, wieder zurück auf die Lichtung.
Nach der Rückkehr der drei wird die Nachricht vom Tod des Grievers nicht nur mit Freude aufgenommen. Gally, der allem Neuen argwöhnisch gegenübersteht, fordert eine Strafe für Thomas, da er die Regeln gebrochen habe und, ohne dafür ausgewählt worden zu sein, in das Labyrinth eingedrungen sei und einen Griever getötet habe. Gally warnt vor der Rache der Griever. Minho und einige weitere Jungen schlagen hingegen Thomas vor, der Gruppe der Läufer beizutreten.
Danach geschieht ein weiteres, nie dagewesenes Ereignis: Ein Mädchen taucht im Fahrstuhl auf. Sie überbringt die Nachricht, dass sie die Letzte sei, die in die Gruppe geschickt werde. Ihr Name ist Teresa, sie scheint sich jedoch auch an Thomas’ Namen zu erinnern. Während sie schläft, beschließt Thomas, am folgenden Tag wieder ins Labyrinth zu gehen.
Minho und drei andere Jungen begleiten Thomas in das Labyrinth. Sie finden den von Thomas getöteten Griever und können ein elektronisches Bauteil aus seinem Körper bergen. Dieses könnte als Schlüssel zu einer möglichen Flucht dienen. Das Bauteil trägt die Aufschrift W.C.K.D.
Gally ist entsetzt, dass Thomas erneut das Labyrinth betreten hat, ohne offiziell ein Läufer zu sein. Er will Thomas aus der Gemeinschaft verbannen. Stattdessen entscheidet Newt, der wegen der Verletzung Albys neuer Anführer geworden ist, Thomas eine Nacht lang wegen Übertretung der Regeln in einem Kerker, dem „Loch“, einzusperren. Danach soll Thomas aber offiziell zum Läufer ernannt werden. Minho weist Thomas anhand eines Modells in das Labyrinth ein. Die Läufer haben bereits das gesamte Labyrinth durchforscht, aber keinen Ausgang gefunden.
Teresa ist inzwischen aufgewacht und auf den Aussichtsturm geklettert. Als Thomas ihr nachklettert,  bedroht sie ihn mit einer Machete. Er kann sie jedoch überreden, ihm die Machete zu übergeben. Die beiden versuchen, sich zu erinnern, woher sie einander kennen. Teresa findet Injektionsspritzen mit den Initialen W.C.K.D in ihren Taschen, die sie Thomas übergibt. Er schlägt vor, das Serum bei dem durch die Stiche der Griever verletzten Alby auszuprobieren. Durch das Serum könnte dieser geheilt werden. 
Trotz seiner Leistung muss Thomas eine Nacht im „Loch“ verbringen. Als Chuck, der Jüngste unter den Bewohnern der Lichtung, ihn dort besucht und ihm Essen bringt, verspricht ihm Thomas, einen Ausgang aus dem Labyrinth zu finden. Chuck gibt Thomas eine Figur, die dieser seinen Eltern übergeben soll, falls er den Ausgang findet. Doch Thomas gibt sie Chuck zurück und fordert ihn auf, diese selbst seinen Eltern zu übergeben, wenn sie alle gemeinsam das Labyrinth verlassen hätten.
Am nächsten Tag wagt sich Thomas als Läufer zusammen mit Minho wieder in das Labyrinth. Sie finden mit Hilfe des elektronischen Bauteils, das als eine Art Wegweiser und Schlüssel funktioniert, einen möglichen Ausgang. Die beiden können dem sich verändernden Labyrinth und den sich schließenden Flügeln nur mit Mühe entkommen und erreichen schließlich wieder die Lichtung. 
Alby hat durch die Injektion sein Gedächtnis wiedererlangt. Auch er kann sich nun an Thomas erinnern. Dieser sei immer der Liebling derer gewesen, die alle Jungen auf diese Lichtung verbannt hätten. In der folgenden Nacht schließt sich das Tor zum Labyrinth nicht, stattdessen öffnen sich weitere Tore und die Lichtung wird von Grievern angegriffen. Viele der Jungen werden dabei getötet. Teresa und einige der Jungs verschanzen sich in der Versammlungshütte. Alby gelingt es, Chuck zu retten, wobei er selbst angegriffen und getötet wird.
Gally ist überzeugt davon, dass Thomas der Auslöser des Angriffs ist. Thomas beschließt, sich selbst eine der Injektionen mit dem Serum zu setzen. Danach erinnert er sich bruchstückhaft an seine Vergangenheit: Er und Teresa waren Teil eines Forscherteams der Organisation W.C.K.D, die die Jugendlichen seit Jahren für ein Experiment benutzt und dabei ständig beobachtet hat. Danach wurden die beiden, nachdem ihr Gedächtnis gelöscht worden war, selbst in das Experiment geschickt.
Das macht sie zu Verbündeten, die nun in der gleichen Situation sind wie alle anderen auf der Lichtung. Newt fordert Thomas auf, den Weg, den er als Läufer im Labyrinth begonnen hat, mit ihnen gemeinsam fortzusetzen.
Gally, der Thomas von Beginn an feindselig gegenüberstand, reißt die Führung auf der Lichtung an sich und will ihn und Teresa den Grievern opfern. Die beiden sollen an Pfählen festgebunden werden. Viele der Überlebenden haben jedoch ihre Hoffnung auf Thomas gesetzt. Gally kann nicht verhindern, dass sich eine Gruppe der Jungen, darunter Minho, Newt und Chuck, entschließt, Thomas und Teresa ins Labyrinth zu folgen, um den Ausgang in die Freiheit zu suchen. Gally beschließt, mit den anderen Jugendlichen auf der Lichtung zu bleiben.
Die Gruppe um Thomas und Teresa bricht ins Labyrinth auf. Nachdem sie mehrere Griever mit Stangen in einen Abgrund getrieben haben, gelangen sie tatsächlich zu einem mutmaßlichen Ausgang, durch den sie nach einem weiteren Kampf gegen die Griever fliehen. Ein Gang führt sie in die Kommandozentrale des Experiments, wo sie mehrere erschossene Forscher und eine Videobotschaft der Leiterin finden. Sie erklärt darin, dass das Überleben der Jugendlichen als Teil des Experiments wichtig geworden sei, um die Menschheit zu retten, nachdem die Erde von erhöhter Sonnenaktivität weitgehend zerstört worden sei. Danach habe ein neuartiges Virus die Erde heimgesucht, das „Brand“  genannt werde und das Gehirn befalle. Die Krankheit sei unheilbar. Am Ende der Videobotschaft ist zu sehen, wie das Labor von bewaffneten Kämpfern angegriffen wird und die Leiterin, Ava Paige, sich selbst erschießt.
Nachdem die Jugendlichen die Botschaft gesehen haben, taucht Gally auf, der inzwischen von einem Griever gestochen wurde und sich nun an Thomas für die Zerstörung des geregelten Lebens auf der Lichtung rächen will. Gally schießt auf Thomas und wird im selben Moment durch einen Speerwurf von Minho getroffen. Chuck wirft sich in Gallys Schussbahn und stirbt. Die Gruppe trauert, als plötzlich die bewaffneten Kämpfer aus dem Video auftauchen und die Jugendlichen zu einem wartenden Hubschrauber bringen. Beim Abflug sehen sie von oben das gesamte Labyrinth mit der Lichtung in der Mitte. Es liegt mitsamt der Forschungsstation inmitten einer riesigen Sandwüste. Die Bewaffneten erklären den Jugendlichen, dass sie nun in Sicherheit seien.
In der Schlussszene wird offensichtlich, dass der Überfall auf das Labor nur vorgetäuscht war und alle Forscher noch am Leben sind. Ava Paige berichtet im Kreise ihrer Mitarbeiter, dass sie mit dem Ergebnis des Experiments zufrieden sei. Besonders Thomas habe sie überrascht. Die Überlebenden hätten den Köder geschluckt und seien überzeugt davon, dem Experiment entkommen zu sein. Nun könne mit Phase zwei begonnen werden.

## Hintergrund
Die Buchreihe von James Dashner, die dem Film als Grundlage dient, besteht aus drei Bänden: Die Auserwählten – Im Labyrinth, Die Auserwählten – In der Brandwüste und Die Auserwählten – In der Todeszone. Außerdem existieren die Prequels The Kill Order und Phase Null.
Creature Designer Ken Barthelmey entwarf die Griever-Wesen für den Film.
Die Dreharbeiten zu Maze Runner – Die Auserwählten im Labyrinth fanden zu großen Teilen in Louisiana statt. Die Dreharbeiten begannen im Mai 2013 in Jackson und endeten im Juli desselben Jahres in Baton Rouge. Der Film lief am 16. Oktober 2014 in den deutschen Kinos an. In seinem Ursprungsland, den Vereinigten Staaten, sollte er zunächst im Februar 2014 veröffentlicht werden, bevor der Starttermin auf den 19. September 2014 verschoben wurde. In beiden Ländern wird der Film von 20th Century Fox vertrieben.
Das Hörbuch zum Film wurde am 26. September 2014 beim Silberfisch Hörbuch Verlag veröffentlicht. Die Lesung übernahm David Nathan.

## Besetzung und Synchronisation
| Schauspieler           | Rolle      | Synchronsprecher  |
| ---------------------- | ---------- | ----------------- |
| Dylan O’Brien          | Thomas     | Ozan Ünal         |
| Aml Ameen              | Alby       | Nico Sablik       |
| Ki Hong Lee            | Minho      | Amadeus Strobl    |
| Blake Cooper           | Chuck      | Elia Francolino   |
| Thomas Brodie-Sangster | Newt       | Christian Zeiger  |
| Will Poulter           | Gally      | Konrad Bösherz    |
| Dexter Darden          | Bratpfanne | Daniel Zillmann   |
| Kaya Scodelario        | Teresa     | Maria Hönig       |
| Chris Sheffield        | Ben        | Ricardo Richter   |
| Joe Adler              | Zart       | Marios Gavrilis   |
| Alexander Flores       | Winston    | Daniel Axt        |
| Jacob Latimore         | Jeff       | Patrick Baehr     |
| Patricia Clarkson      | Ava Paige  | Gertie Honeck     |
| Don McManus            | Maskierter | Thomas Nero Wolff |

## Unterschiede zur Buchvorlage
Wenngleich sich die Verfilmung im groben Rahmen an die Handlung der Buchvorlage hält, gibt es eine Reihe von Unterschieden zwischen beiden Versionen: 
- Im Buch weiß Thomas bereits von Anfang an seinen Namen, während er ihm im Film erst einige Tage nach seiner Ankunft wieder einfällt.
- Im Buch ist Ben bereits von den Grievern gestochen worden, als Thomas zu den Lichtern stößt, und wird in sicherer Verwahrung gehalten. Außerdem ist Ben im Film einer der Läufer, während er in der Buchvorlage zu den Baumeistern gehört.
- Im Buch bekommt Ben von Alby einen Pfeil in die Wange geschossen, als er Thomas im Wald attackiert. Im Film wird er dagegen von Newt mit einem Stock niedergeschlagen.
- Im Buch liegt Teresa den Großteil der Storyline noch im Koma, während sie im Film schon deutlich früher aus ihrem Schlaf erwacht und dementsprechend stärker an der nachfolgenden Handlung beteiligt ist.
- Die telepathische Verbindung zwischen Thomas und Teresa aus der Buchvorlage existiert in der Verfilmung nicht.
- Im Film schafft es Thomas während seiner Nacht im Labyrinth, dass einer der Griever zwischen den beweglichen Wänden zerquetscht wird und anschließend von den Lichtern inspiziert werden kann. Dies kommt so in der Buchvorlage nicht vor. Vielmehr wird dort vor ebenjener Nacht zufällig ein toter Griever von Minho entdeckt, woraufhin dieser sich zusammen mit Alby ins Labyrinth begibt, um diesen zu untersuchen.
- Die kleinen echsenartigen Roboter (auch Käferklingen genannt), mit deren Hilfe ANGST (Abteilung Nachepidemische Grundlagenforschung Sonderexperimente Todeszone) im Buch die Aktivitäten der Jugendlichen auf der Lichtung zu überwachen scheint, kommen im Film nicht vor.
- Ebenso kommt das Griever-Loch, welches sich im Buch zum Schluss als Hologramm entpuppt, im Film nicht in der Form vor.
- Im Film wird Alby bei dem Angriff der Griever auf die Lichtung getötet, während er sich im Buch zunächst zusammen mit den anderen ins Labyrinth begibt und sich dort anschließend im Kampf gegen die Griever freiwillig opfert.
- Insgesamt verläuft der Griever-Angriff auf die Lichtung geringfügig anders als im Buch; während die Ungeheuer im Film einen einzelnen Großangriff starten und dabei mehrere Jugendliche auf einmal töten, kommen sie in der Buchvorlage über mehrere Nächte erneut auf die Lichtung und entführen ein Opfer nach dem anderen in das Labyrinth.
- Im Film injiziert sich Thomas das Griever-Gift kurz nach dem Angriff selber mit einem abgetrennten Stachel, während er im Buch die Griever bewusst zum Stich provoziert.
- Im Film reißt Gally nach dem Griever-Angriff auf die Lichtung das Kommando über die verbliebenen Jugendlichen an sich und plant, Thomas und Teresa den Grievern als Opfer darzubieten. Im Buch geschieht dies nicht. Vielmehr zerstreitet Gally sich dort nach Thomas Rückkehr mit dem Großteil der Hüter und verlässt anschließend die Lichtung, indem er zum Schein ins Labyrinth verschwindet.
- Die recht komplexe Entschlüsselung des Codes für den Ausgang aus dem Labyrinth, der im Buch aus sechs verschiedenen Wörtern besteht, kommt in der Verfilmung nicht vor. Stattdessen gibt Teresa beim Kampf vor dem Ausgang im Affekt einen einfachen Zahlencode in das Terminal ein, welcher der Reihenfolge der jeweiligen Labyrinth-Sektionen entspricht.
- Im Film spricht Ava Paige mithilfe einer Videoaufnahme zu den Jugendlichen und täuscht in dieser zum Schluss ihren Selbstmord vor, als eine bewaffnete Gruppe im Hintergrund die Station angreift. In der Buchvorlage verläuft die Begegnung anders. Dort treffen die Lichter zunächst persönlich auf Ava Paige und werden erst anschließend von dem Angriff überrascht, bei welchem Paige offenbar getötet wird.
- Zwar erschießt Gally im Film ebenfalls ungewollt Chuck, als dieser sich schützend vor Thomas wirft, allerdings scheint er dort komplett aus eigener Rachsucht zu handeln und nicht, wie in der Buchvorlage, von Ava Paige dazu angestiftet worden zu sein.
- Insgesamt überleben im Buch zum Ende hin deutlich mehr Lichter die Ereignisse als im Film.
- Im Buch werden die verbliebenen Jugendlichen zum Schluss von scheinbaren Rebellen in einfacher Kleidung mithilfe von Lkws vom Labyrinth weggebracht. In der Verfilmung handelt es sich um nicht näher definierte Soldaten in militärischer Kleidung, welche die Lichter mit Helikoptern am Ende ausfliegen.

## Rezeption
Der Film erhielt gemischte Kritiken. Die Kritikensammlung Rotten Tomatoes verzeichnet eine zu 63 % positive Bewertung, basierend auf 139 professionellen Kritiken, und formuliert den Konsens wie folgt: „Mit starken Schauspielleistungen, einer solide dargestellten Ausgangslage und einem erfrischend düsteren Zugang zu seinem dystopischen Szenario sticht The Maze Runner aus der Masse der Jugend-Sci-Fi-Abenteuer hervor.“ (englisch: „With strong acting, a solid premise, and a refreshingly dark approach to its dystopian setting, The Maze Runner stands out from the crowded field of YA sci-fi adventures.“)
Ben Kenigsberg bezeichnete The Maze Runner in der New York Times als „absolut brauchbaren Einstieg in den Wettbewerb der Jugenddystopien“. Er kombiniere Elemente aus Herr der Fliegen mit den Mythen von Minotaurus und Orpheus, komme aber den Tributen von Panem näher. Obwohl der Film „sich nicht in die Karten schauen lasse“, bleibe er „fesselnd“; die 08/15-Erklärungen seien „unbefriedigend“, doch erfülle der Film „seinen Hauptauftrag: Neugier auf die Fortsetzung zu wecken“.
Claudia Puig urteilte in USA Today, der Film wirke mal wie „ein hektisches Action-Abenteuer“, mal wie eine „modernisierte Herr-der-Fliegen-Version“, sei letzten Endes aber bloß „ein weiterer Fall von Teenager-Dystopie“ und lasse auf jeden Fall Fragen offen. So scheine The Maze Runner nur in Teilen ausgearbeitet worden zu sein und schaffe es nicht, dem aktuellen Überfluss an dystopischen Jugendbuchverfilmungen etwas Besonderes hinzuzufügen; und das, obwohl der Film „ordentliche Schauspieler und einige packende Bilder“ zu bieten habe. Das Erzähltempo sei langsam und die Glaubwürdigkeit zweifelhaft. Regisseur Wes Ball konzentriere sich mehr auf die Optik des Films als um das Innenleben der Figuren, worunter die Spannung zu leiden habe.
Michael Meyns lobte Maze Runner in Die Welt als „beeindruckendes Regiedebüt“. An Actionszenen werde nicht gespart, dennoch liege der Fokus des Films „stets auf den Figuren“. Wie in Herr der Fliegen gehe es „um soziale Gruppen, den Zusammenhalt, vor allem aber die Streitigkeiten der Jungs“, und aus diesen Konflikten speise sich die Spannung des Films. Zwar sei er „kaum mehr als ein Prolog für die schon in Planung befindliche Fortsetzung“, dabei aber „so überzeugend geraten, dass man am Ende kaum erwarten kann, zu erfahren, wie es … weitergeht“.
Der film-dienst urteilte, als „bittere, endzeitlich-grimmige Gesellschaftsparabel“ gehe der Film „in seiner martialischen Gewalt- und Schockdramaturgie bis hart an die Grenze“ und lasse zu viele Fragen offen.
Laut Martin Schwickert von epd Film verhandele Maze Runner „auf metaphorische Weise“ die „klassischen Themen des Jugenddaseins“. Der Film biete „mit seinem eigenwilligen Setting für die Zielgruppe eine Menge emotionaler Andockpunkte, was sich auch in den differenziert aufgefächerten Charakteren“ widerspiegele. Auffallend sei zudem der „besonnene Einsatz von Effekten und Actionelementen, die die konzentriert erzählte Story nie aus der Bahn“ werfen. Lediglich das Ende falle enttäuschend aus.

## Fortsetzungen
Für den zweiten Teil der Buchreihe, Die Auserwählten – In der Brandwüste (im Original: The Scorch Trials), hatte sich Fox bereits vor der Veröffentlichung des ersten Films die Filmrechte gesichert. Die Verfilmung des zweiten Teils wurde in Deutschland am 24. September 2015 unter dem Titel Maze Runner – Die Auserwählten in der Brandwüste veröffentlicht.
Im März 2015 wurde bestätigt, dass sich eine Filmadaption des Romans Die Auserwählten – In der Todeszone, dem dritten und letzten Band der Die Auserwählten-Trilogie, in den Anfangsstadien befinde. T. S. Nowlin und Wes Ball übernahmen wieder die Aufgaben als Drehbuchautor bzw. Regisseur. Die Veröffentlichung für den Film wurde nach einem Unfall des Hauptdarstellers Dylan O’Brien bei den Dreharbeiten im März 2016 um ein Jahr auf Anfang 2018 verschoben.